# Al Salon di rue des Moulins
Al Salon di rue des Moulins è un dipinto del pittore francese Henri de Toulouse-Lautrec, realizzato nel 1894-1895 e conservato al Musée Toulouse-Lautrec di Albi.

## Storia

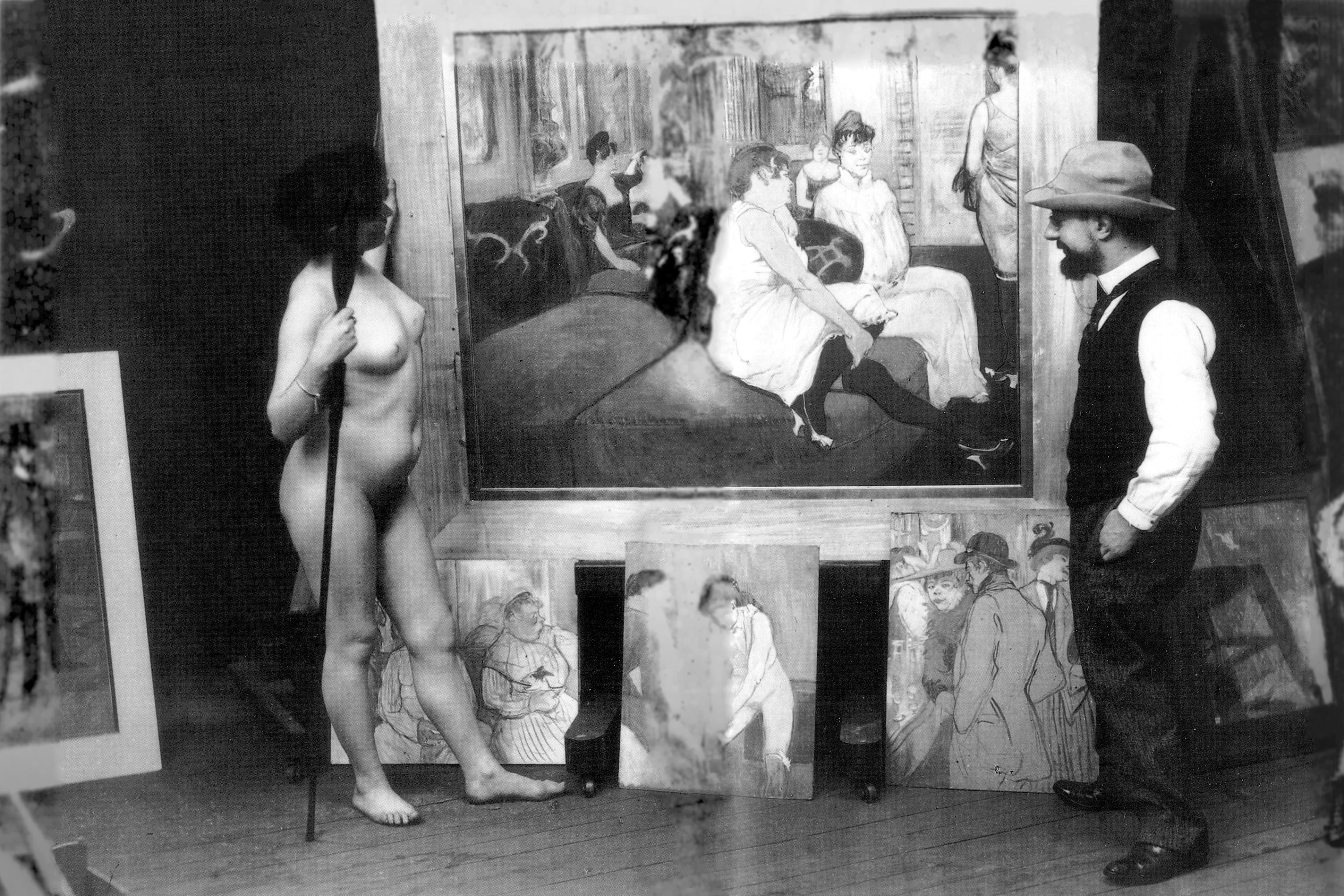
Fotografia, probabilmente ideata da Lautrec e scattata da Sescau o Guibert, che raffigura il pittore ed una modella nuda davanti all'opera terminata

L'importanza concettuale che ha questo dipinto è ormai assodata da più critici, anche se ancora oggi vi sono intorno all'opera alcuni punti oscuri. Joyant lo classifica nel 1926 come rappresentazione del bordello di rue des Moulins, anche se più volte egli stesso lo identificherà semplicemente come l'opera «Au Salon», a significare forse che la rappresentazione non è vincolata a una specifica casa di piacere ma è più generica. I molti studi preparatori del dipinto, realizzati rigorosamente sur le motif, lasciano poi intendere che Lautrec abbia potuto raccogliere una serie di personaggi indipendenti e poi averli utilizzati coralmente. Esistono anche studi preparatori della stanza privi di figure, a rafforzare la tesi che l'artista abbia assemblato il tutto in un secondo momento.
Al salon di rue des Moulins, oggi conservato al Musée Toulouse-Lautrec di Albi, è l'opera più rappresentativa che Toulouse-Lautrec dedicò al tema delle maisons closes, e in effetti l'impegno che profuse per la sua realizzazione fu notevole: malgrado ciò, quando nel 1896 arrivò il momento di presentarla al pubblico in occasione della sua mostra personale, il pittore se ne dolse e se ne crucciò enormemente, e alla fine la mostrò «solo a pochissimi invitati, rifiutando di far entrare coloro che non riteneva degni; i mercanti non vi ebbero accesso: "Non c'è niente in vendita!"», come ci testimonia sempre il Joyant.

## Descrizione
Al Salon di rue des Moulins raffigura l'interno di un postribolo di rue des Moulins, luogo dove Toulouse-Lautrec e gran parte della bohème dissipata di Parigi trovavano consolazione e rifugio. In questo ambiente faraonico, quasi assiro-babilonese (si guardino le colonne dorate sullo sfondo) troviamo alcune prostitute che si rilassano: Toulouse-Lautrec spoglia le filles da intenti moralizzanti e da allusioni erotiche e, anzi, le presenta come donne annoiate, in attesa del loro cliente. Certo, Toulouse-Lautrec era perfettamente consapevole della vita triste e squallida condotta delle meretrici, eppure quando le raffigurava non ostentava le loro miserie né le commentava: in effetti, tra il pittore e le prostitute delle maisons parigine vi fu un'amicizia disinteressata e genuina, cementata nel segno di un vicendevole rispetto (Toulouse-Lautrec, infatti, era affetto da una devastante malattia alle ossa e solo nelle maisons closes si sentiva veramente compreso). Yvette Guilbert, vedette del Moulin-Rouge e celebre musa del pittore, così si espresse nelle sue Memorie:
(Yvette Guilbert)

Al Salon di rue des Moulins venne preceduto da questo studio a pastello, realizzato nel 1894 e conservato al museo di Albi.

Quanto asserito dalla Guilbert è assolutamente vero, tanto che in questo dipinto Toulouse-Lautrec non allude in alcun modo all'umiliante professione svolta dalle donne, che al contrario presentano atteggiamenti corporei rilassati (si guardi la prostituta in primo piano, recante una gamba disinvoltamente distesa sul grande divano rosso-violaceo e l'altra trattenuta dalla mano destra). I loro volti, tuttavia, sono sfioriti, rassegnati, privi di vita, come se fossero stanche di esercitare un mestiere che le relega ai margini della società. A destra della donna vestita in bianco, infine, troviamo la maîtresse, la padrona del bordello: è l'unica a non serbare quel misero abbandono che tormenta le prostitute ed è chiusa in una veste lilla dal collo alto, che per la sua severità appare quasi monacale. 
Notevole anche la parte più strettamente tecnica del dipinto. La tavolozza, giocata sui rossi e sui gialli, è acre, preziosa ma confortevole. Anche la luce è molto avvolgente e, con il suo calore, avviluppa le varie prostitute (altrimenti irrelate tra di loro) e le riunisce. Le pennellate sono diluite, rapide, filiformi, e sullo sfondo non riescono nemmeno a coprire la trama del disegno a carboncino sottostante, il quale conferisce all'intera immagine un vitale palpito di immediatezza, nonostante la gestazione molto elaborata. L'impianto compositivo, delineato dall'obliquità della gamba della pensionante bianca in primo piano, è strutturato su una prospettiva per la quale le linee di fuga convergono in un punto che cade all'esterno della tela, in prossimità del margine destro dell'opera. Nel complesso Al Salon di rue des Moulins presenta un apparato prospettico gradevole e cromie calde ed avvincenti, cosicché «un luogo sordido è trasformato in uno di vita quotidiana dove alcune donne, legate dalla sofferenza e dall'emarginazione, costantemente soggette a soprusi e malattie, ritornano a essere quello che sono: persone» (Giorgio Cricco, Francesco di Teodoro).